# 90 (серія будинків)
90 — серія великопанельних будинків. Розроблена в ЦНДІЕП Житла на основі 464 серії, індустріальне виробництво розпочато в 1971 р. Найпоширеніші 9-поверхові секції, зустрічаються і 5-поверхові.
На поверсі 4 квартири, в кутових секціях 6[неавторитетне джерело]. Кроки поперечних стін 3 і 3,6 м, прогони в 5,7 (4,2 + 1,5) і 6,6 (1,5 + 4,2 + 0,9) м. Висота поверху 2,8 м, де висота стелі 264 см, товщина перекриття 16 см. Висота дев'ятиповерхового будинку 29,7 м[джерело?]. Панелі залізобетонні, окрім міжкімнатних гіпсових.
Характерними ознаками серії є: панелі на два вікна (з боку входу — одне з них велике); сторона входу без балконів; стіна кімнат відстоїть на 0,9 м від стіни під'їздного майданчику з кухнями; площина балконів деяких секцій під кутом за рахунок зменшеної на 1,5 м довжини кімнати.
В Україні будинки виготовлялися в Краматорську, Дніпрі і Донецьку.
Декілька будинків зібрано в Черкасах (Південно-Західний мікрорайон).

## Будинки серії вКраматорську

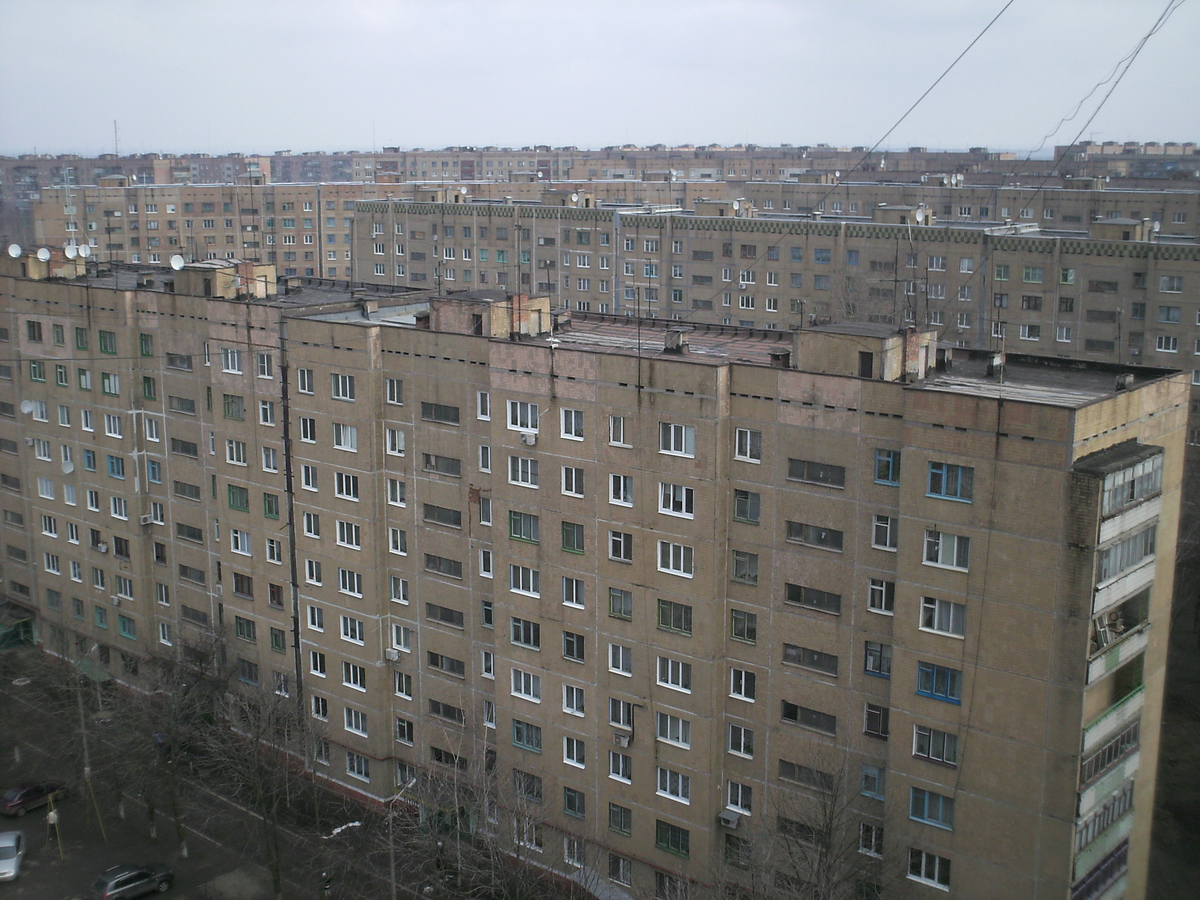
186 квартал
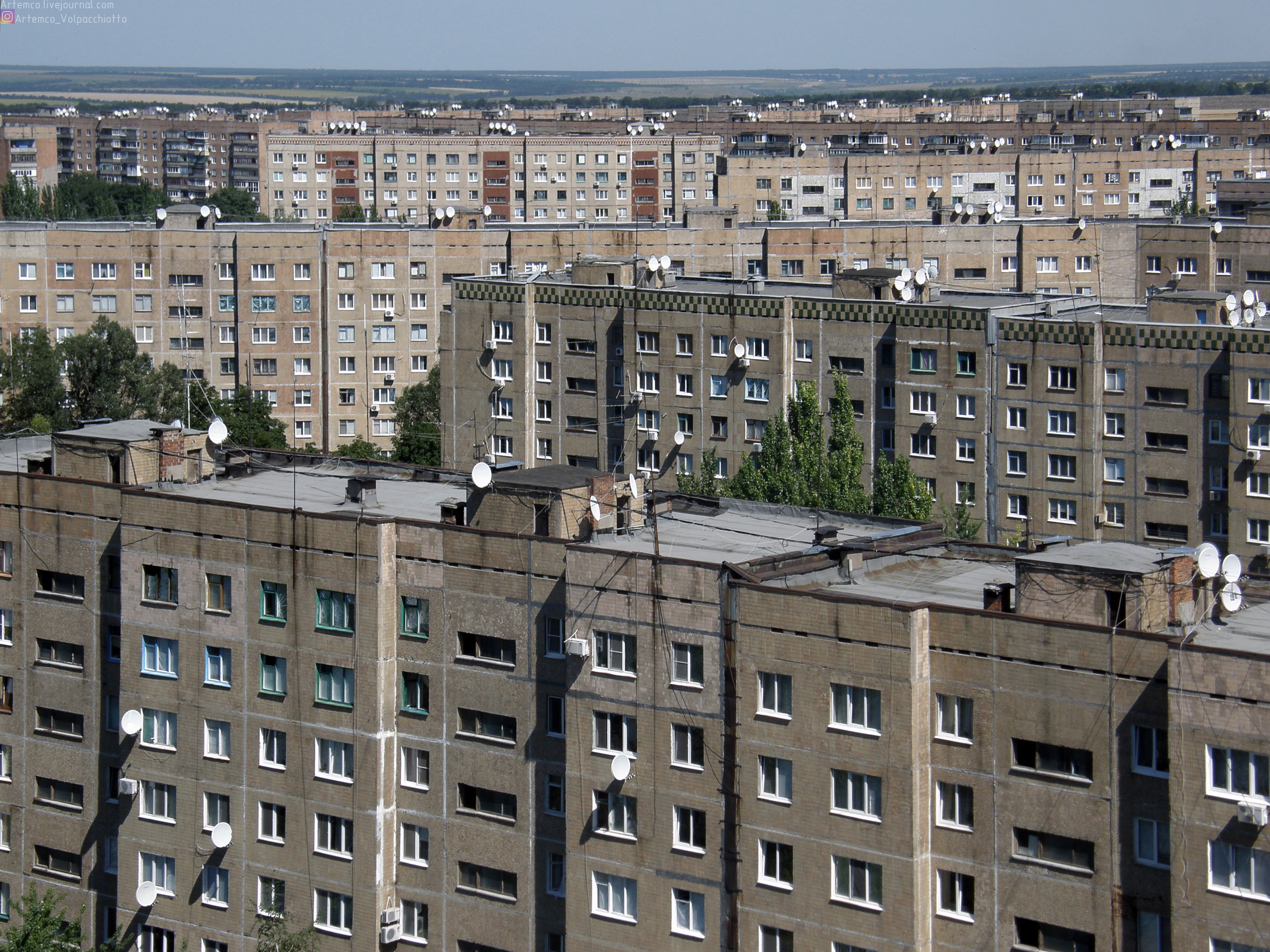
186 квартал
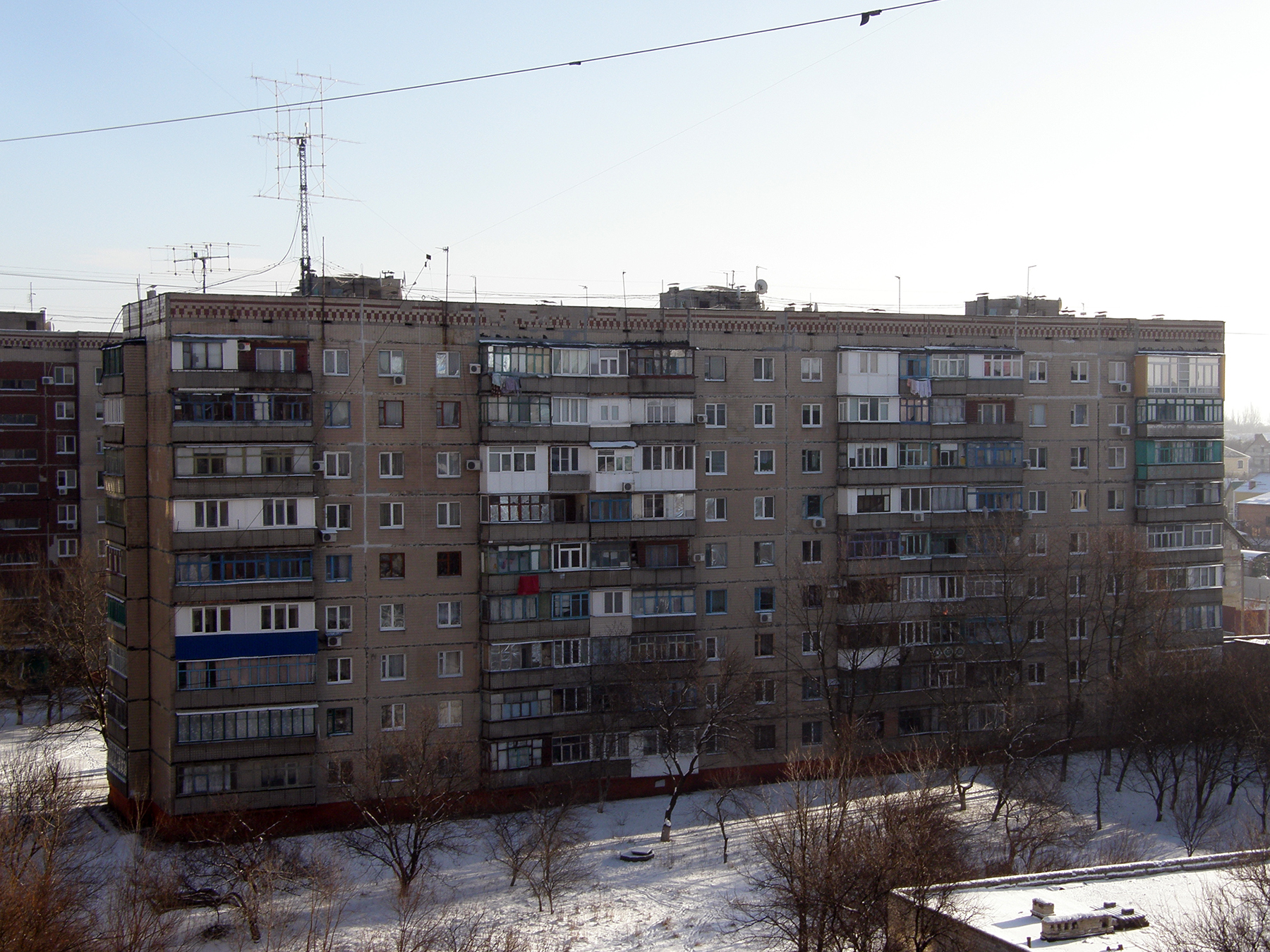
вул. Паркова, 56
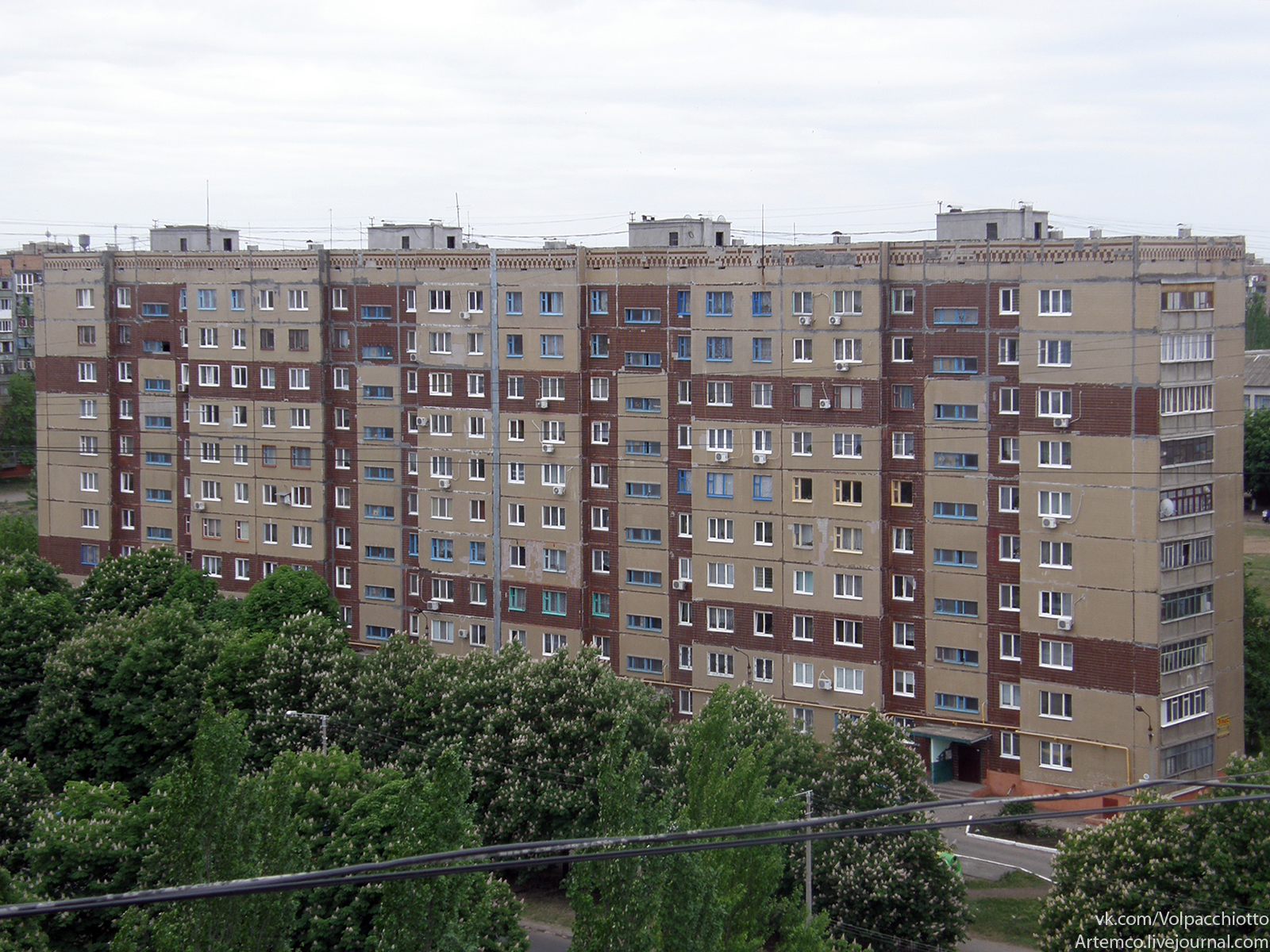
проспект Незалежності, 48
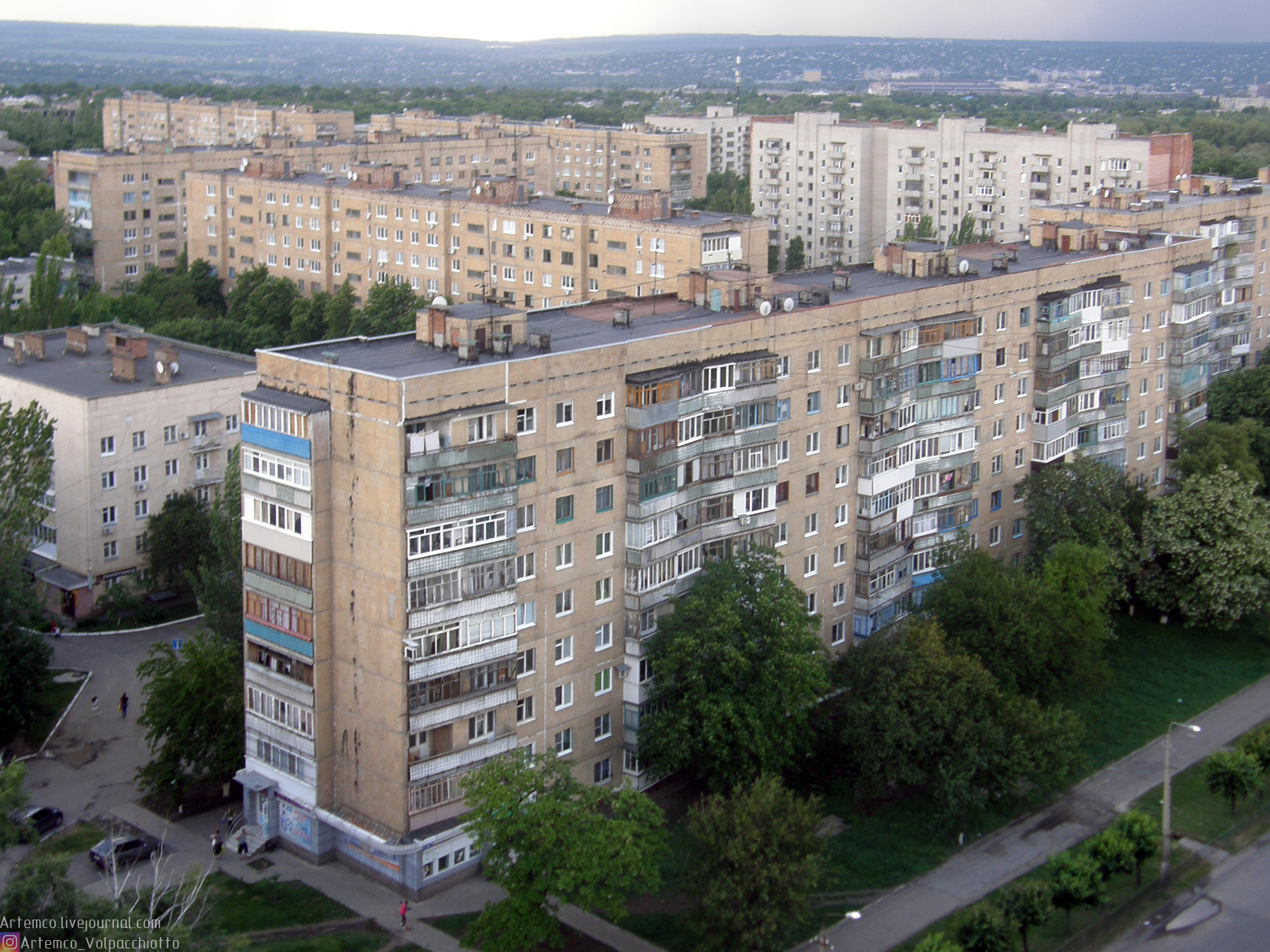
вул. Паркова, 24. Праворуч далі білий цегляний будинок 87 серії.
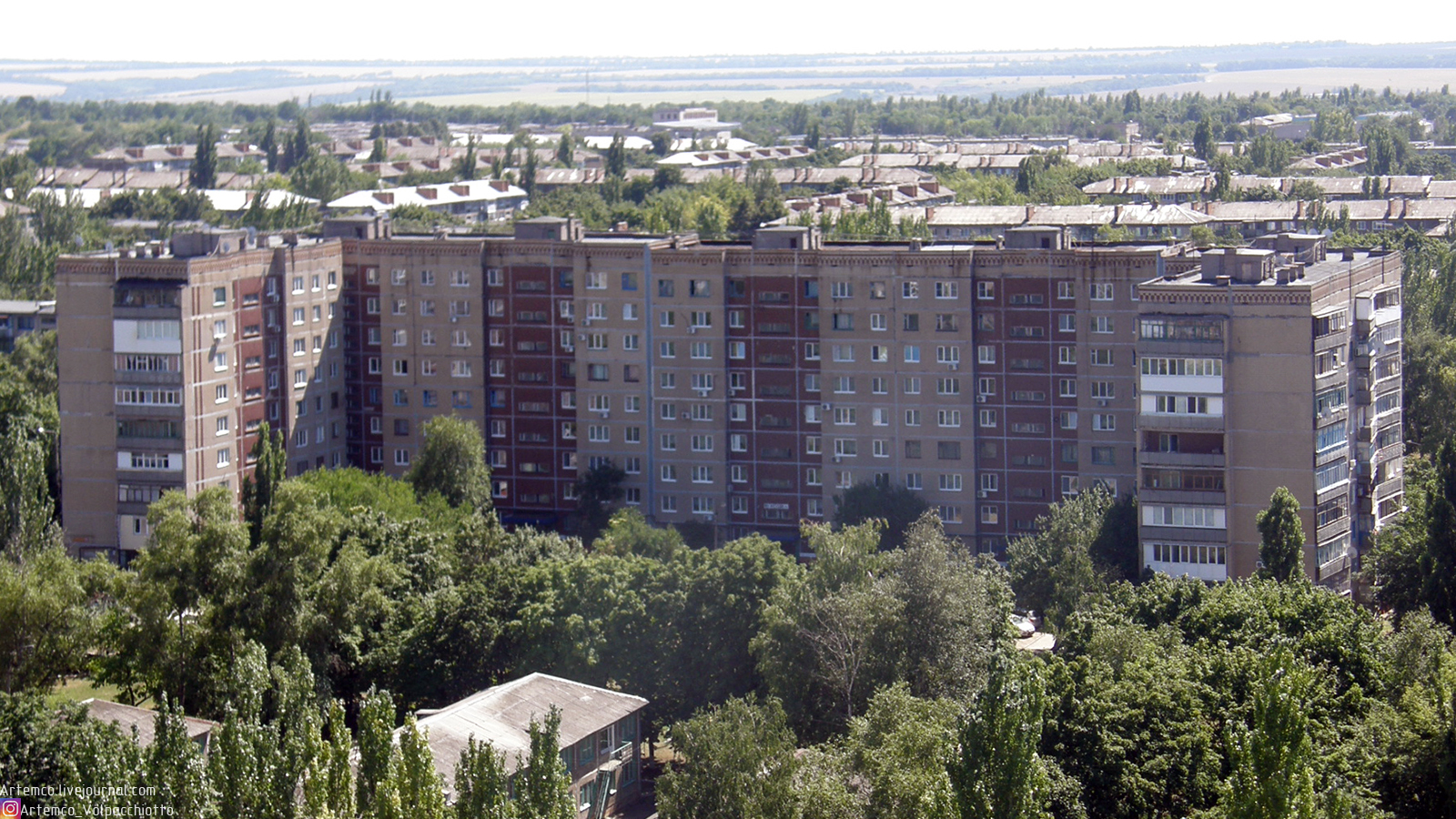
вулиця Марії Заньковецької, 21
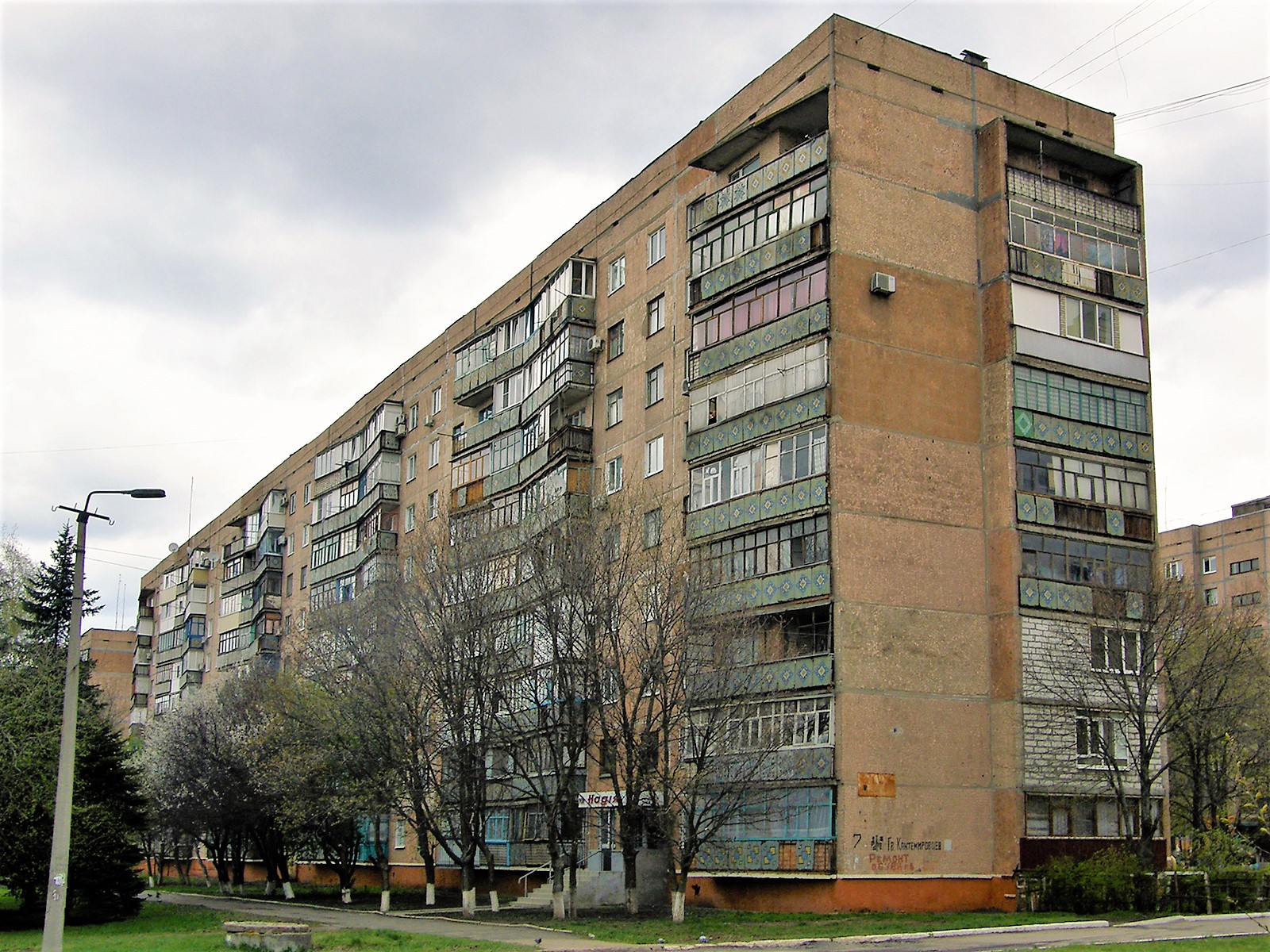
будинок, де відбувся радіаційний інцидент
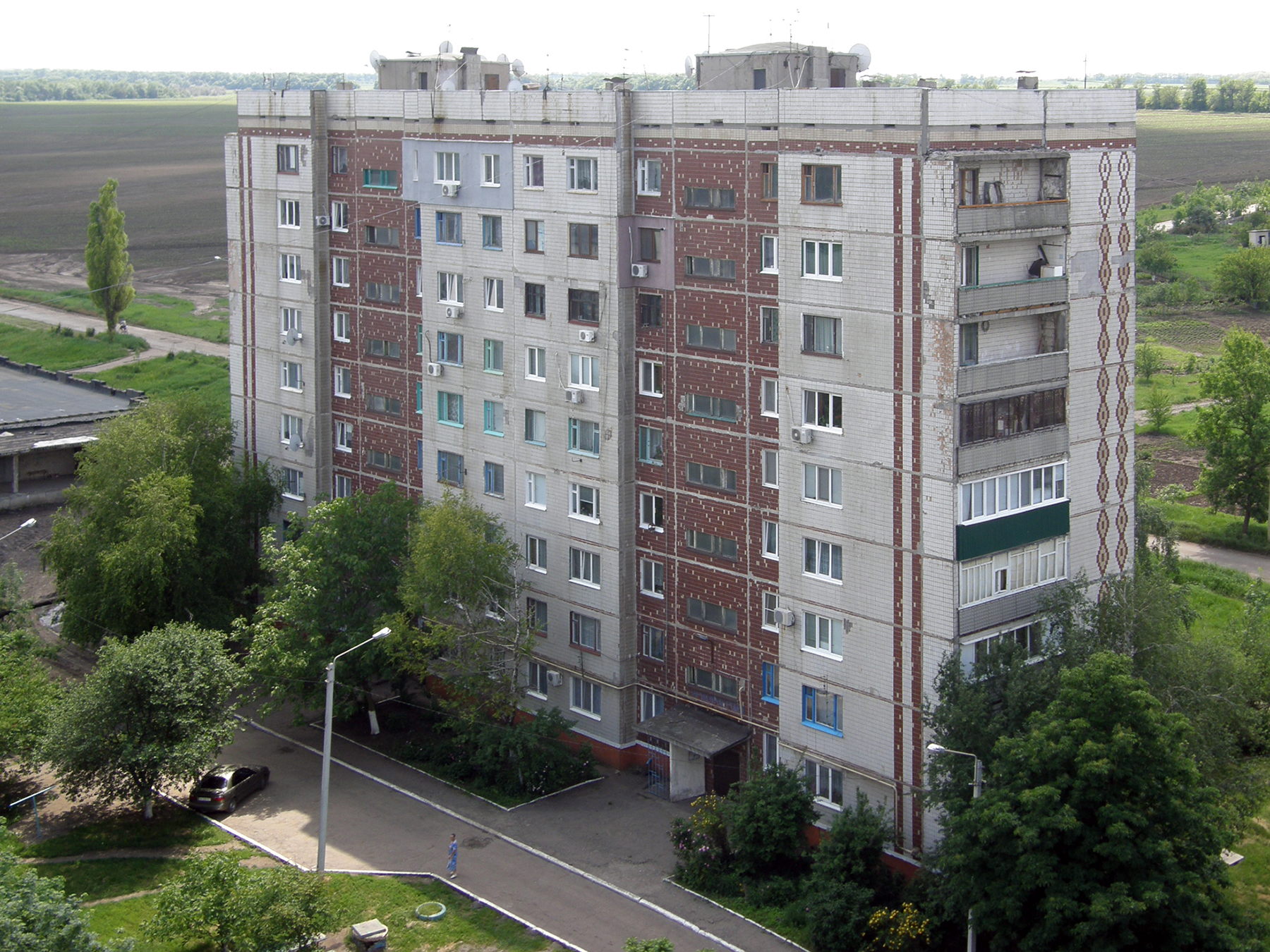
вул. Солов’яненка, 8 в районі КПД — комбінату панельного домобудування, де виготовлялися деталі серії
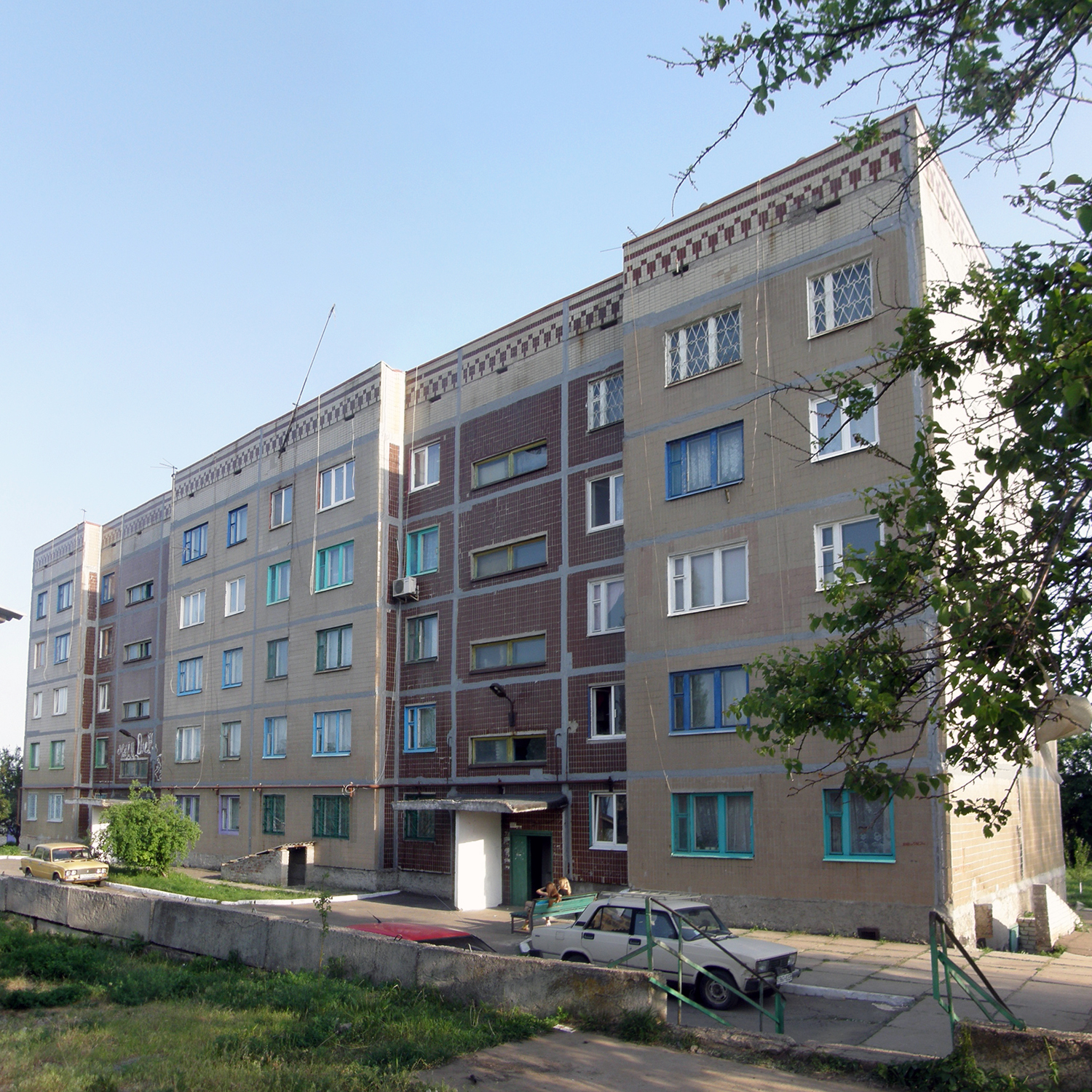
п'ятиповерховий будинок (вулиця Проїздна, 82А)
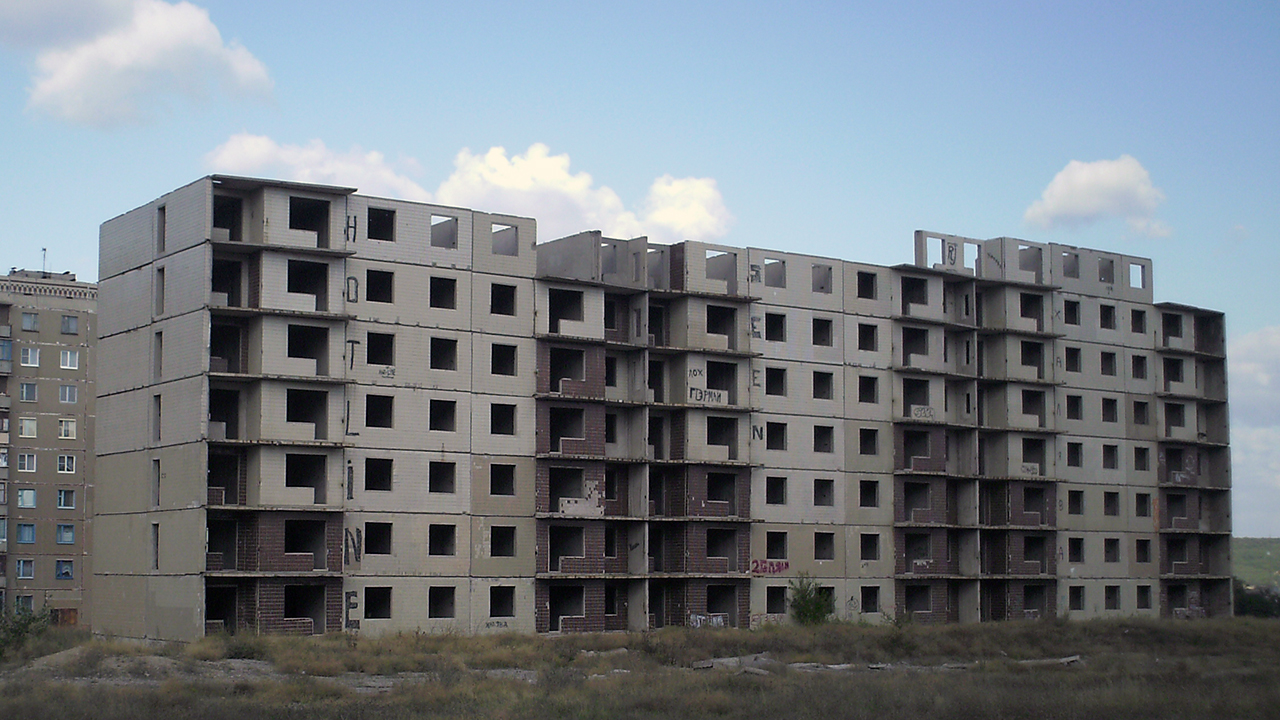
недобудований будинок
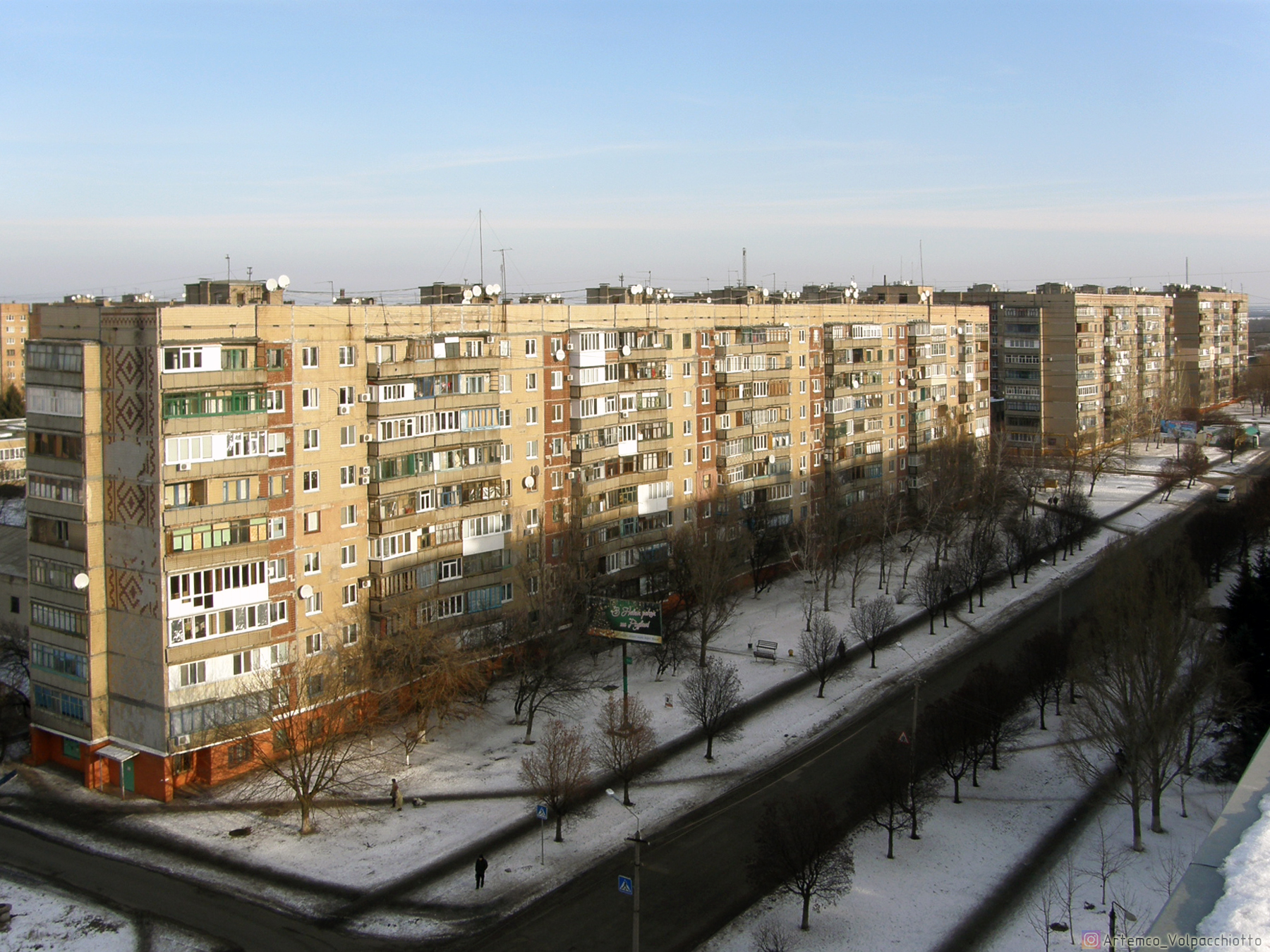
вул. Паркова, 99, 101 і 107
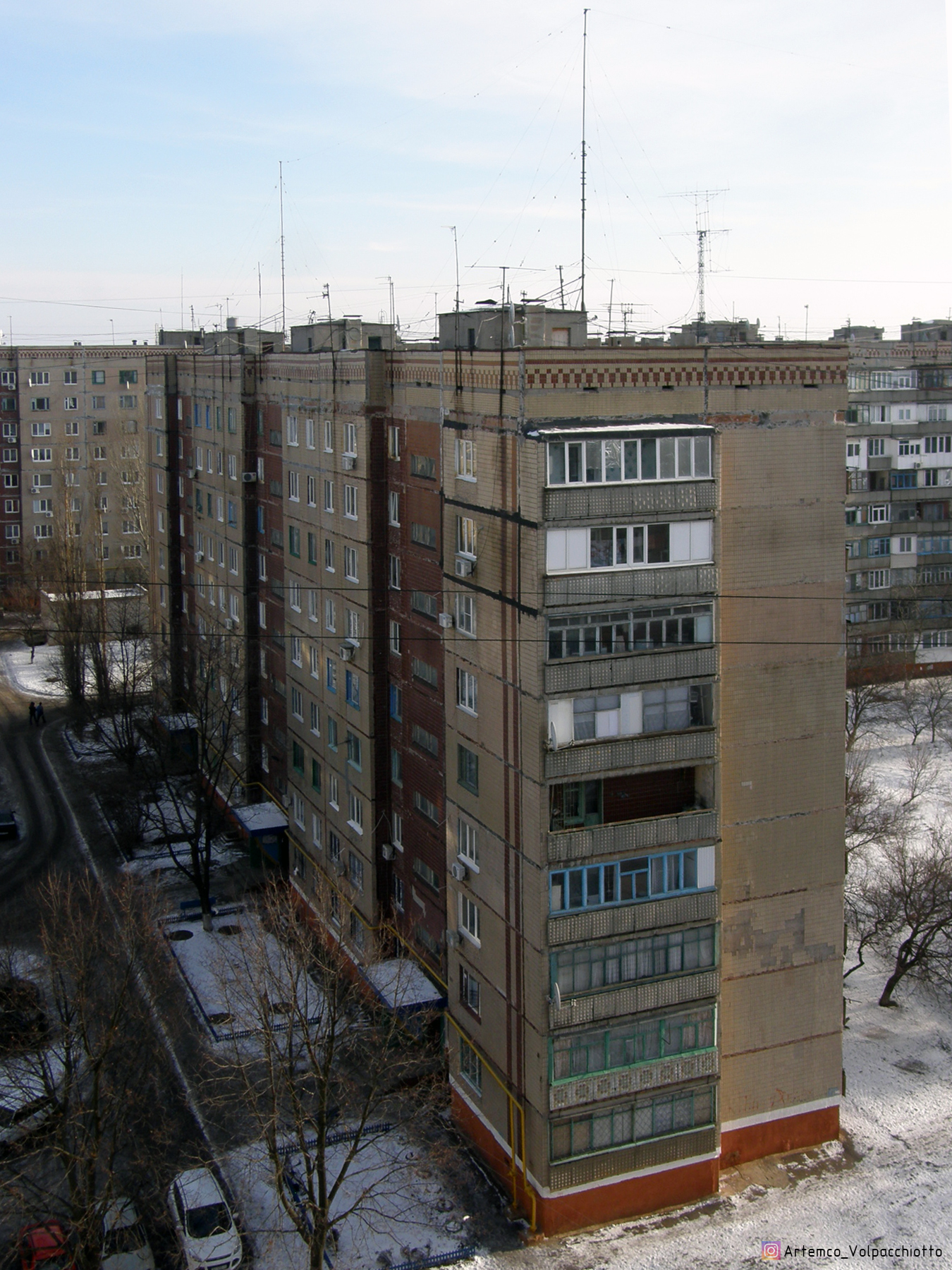
вул. Паркова, 54

## Схожа серія
90 серія дуже схожа на серію 121Т, яка має такого ж пращура. Відмінностями є:
- у 90 є вікна панелі горища;
- торець 121Т складається з 3 панелей, середня з яких вузька, у 90-ї дві панелі;
- на стороні бальконів у 121Т всі панелі на одне вікно;
- виступ зовнішньої стіни житлових кімнат над стіною стіни під'їзду у кухонь 150 см[4] у 121Т і 90 см у 90-ї серії.